# Margerie-Chantagret
Margerie-Chantagret là một xã trong tỉnh Loire miền trung nước Pháp.